# Richard Wawro
Richard Wawro (Newport-on-Tay, 14 de abril de 1952 - Edimburgo, 22 de febrero de 2006) fue un artista escocés savant, diagnosticado también con autismo, el cual destacó por sus paisajes en lápiz de cera de aceite.

## Vida
Wawro era el hijo de Tadeusz y Olive Wawro, su padre era un oficial militar polaco e ingeniero civil que se había establecido como bibliotecario en Fife, y su madre una maestra de escuela escocesa. Se le diagnosticó como "moderada a gravemente retrasado" a la edad de tres años, pero no sería hasta después que se entendería que su condición cognitiva venía ligada a un padecimiento de autismo grave, el cual explicaba todas sus características atípicas a nivel psicológico. No logró hablar hasta los 11 años de edad y una cirugía ocular que requería para eliminar sus cataratas lo dejó con problemas de visión lo suficientemente profundos como para clasificarlo como legalmente ciego. 
Como un niño pequeño, Wawro comenzó a dibujar en una pizarra. En el centro local de niños a la edad de seis años comenzó a usar lápices de colores, y su talento fue reconocido poco después. Profesor Marian Bohusz-Szyszko de la Escuela Polaca de Arte de Londres, dijo que estaba "estupefacto" por los dibujos de Wawro, que describe como "un fenómeno increíble hizo con la precisión de un mecánico y la visión de un poeta".
Tuvo su primera exposición en Edimburgo, cuando tenía 17 años.